# Rishton (Usbekistan)
Rishton (kyrillisch Риштон; russisch Риштан Rischtan) ist eine Stadt in der usbekischen Viloyat Fargʻona, gelegen im Ferghanatal, 40 km westlich von der Stadt Fargʻona an der Grenze zu Kirgisistan auf etwa 480 m Seehöhe. Gemäß der Bevölkerungszählung 1989 hatte Rishton damals 23.700 Einwohner, einer Berechnung für 2009 zufolge beträgt die Einwohnerzahl 31.881. Rishton ist der Hauptort des gleichnamigen Distriktes Rishton.

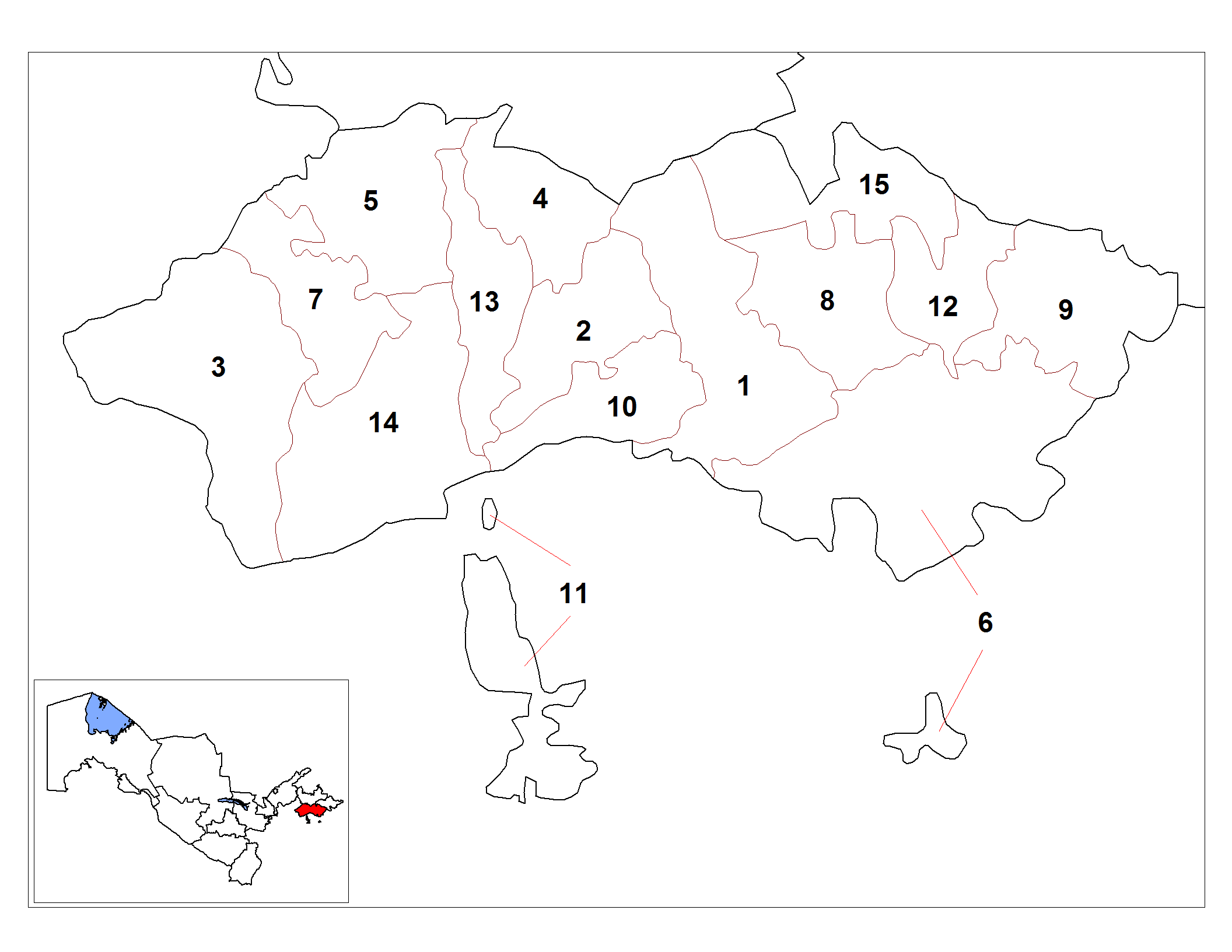
Distrikte in der Viloyat Fargʻona; Rishton ist hier als Nummer 10 gekennzeichnet

## Rishton-Keramik
Überregional bekannt ist Rishton wegen seiner Keramik – etwa 90 % der in Usbekistan angebotenen Keramik wird von den etwa 1000 Töpfern in Rishton hergestellt.
Töpferei wird in Rishton seit mindestens 800 Jahren betrieben, ihre Ursprünge wurden noch nicht endgültig erforscht. In der Rishtoner Keramik werden nur lokal vorhandene Rohmaterialien verwendet wie roter Ton aus einer nahe Rishton gelegenen Tongrube oder weißer Ton aus Angren oder Osch. Ein Charakteristikum der Rishtoner Keramik sind in blauer und türkiser Farbe aufgemalte Ornamente und Muster.
2023 wurde „Keramikkunst in Usbekistan“ in die UNESCO-Liste des immateriellen Kulturerbes der Menschheit aufgenommen.